# Fun in Space
Fun in Space — первый сольный студийный альбом британского рок-музыканта Роджера Тейлора. Был выпущен 6 апреля 1981 года. Достиг 18-го номера в UK Albums Chart, продержался пять недель.

## Об альбоме
Fun in Space стилистически крайне нечёткий, включает в себя композиции в жанрах прогрессивный рок, психоделический рок, спэйс-рок, соул и хард-рок. Все песни на альбоме полностью написаны и исполнены самим Тейлором.

## Список композиций
1. «No Violins» — 4:33
2. «Laugh or Cry» — 3:06
3. «Future Management» — 3:03
4. «Let’s Get Crazy» — 3:40
5. «My Country I & II» — 6:49
6. «Good Times Are Now» — 3:28
7. «Magic is Loose» — 3:30
8. «Interlude in Constantinople» — 2:04
9. «Airheads» — 3:38
10. «Fun in Space» — 6:22